# Ossu
Albums de Sanzy Viany
Akouma
(2009)
Singles
1. Ossu
2. Sitima

Ossu est le deuxième album studio de la chanteuse camerounaise Sanzy Viany, sorti en 2014. Le titre signifie de l'avant ou aller de l'avant en langue eton,.

## Pistes
| No  | Titre                    | Auteur | Producteur(s) | Durée |
| --- | ------------------------ | ------ | ------------- | ----- |
| 1.  | Abui ngang               |        |               | 4:28  |
| 2.  | Graver ma pierre         |        |               | 4:49  |
| 3.  | Me yen                   |        |               | 4:23  |
| 4.  | Ossu                     |        |               | 4:31  |
| 5.  | A Tara                   |        |               | 1:55  |
| 6.  | Ei nye                   |        |               | 4:12  |
| 7.  | Ding ma                  |        |               | 3:24  |
| 8.  | Mpang Minga              |        |               | 3:47  |
| 9.  | Ossu remix               |        |               | 5:09  |
| 10. | Se wa                    |        |               | 3:18  |
| 11. | Sitima                   |        |               | 4:56  |
| 12. | Instrumental Ossu        |        |               | 4:31  |
| 13. | Instrumental Mpang minga |        |               | 3:46  |